# North American Invitational 2012
Das North American Invitational war eine Serie von Biathlon-Wettkämpfen, die vom 13. bis 15. Januar 2012 in Jericho im US-Bundesstaat Vermont ausgetragen wurden.
Ursprünglich als Nordamerikanische Meisterschaften 2012 nach den Regeln der IBU geplant, wurde der Veranstaltung wenige Tage vor Beginn das Meisterschafts-Prädikat entzogen, da die Strecke wegen Schneemangels nicht den Anforderungen der IBU entsprach.

## Männer

### Sprint 10 km
| Platz | Sportler           | Schieß- fehler | Zeit  |
| ----- | ------------------ | -------------- | ----- |
| 1     | Mark Johnson       | 2-2            | 28:34 |
| 2     | Wynn Roberts       | 1-4            | 28:37 |
| 3     | David Grégoire     | 0-5            | 29:08 |
| 4     | Robert Douglas     | 2-3            | 29:48 |
| 5     | Vincent Blais      | 1-4            | 29:53 |
| 6     | Michael Gibson     | 1-4            | 30:52 |
| 7     | Phillip Violett    | 1-4            | 32:41 |
| 8     | Jesse Downs        | 1-5            | 34:37 |
| 9     | Eli Walker         | 0-5            | 36:27 |
| 10    | Brian Letourneau   | 1-2            | 36:50 |
| 11    | Ernst Visscher     | 4-3            | 38:30 |
| 12    | Elijah MacCulloch  | 2-5            | 38:31 |
| 13    | Steven Carroll     | 3-4            | 40:06 |
| 14    | Ryan Britch        | 4-4            | 45:25 |
| 15    | Matthew Emelett    | 1-3            | 45:37 |
| 16    | Matthew Stern      | 5-4            | 46:24 |
| 17    | André Bolduc       | 4-4            | 46:43 |
| 18    | Marc Winans        | 4-5            | 47:51 |
| 19    | Jeffrey Luke       | 3-4            | 50:09 |
| 20    | Robert Charbonnier | 5-3            | 54:18 |

Datum: Freitag, 13. Januar 2012, 10:08 Uhr

Am Start waren alle 20 gemeldeten Läufer aus den USA und aus Kanada. Das Juniorenrennen gewann  Rémi Grégoire-Jacques vor  Raileigh Goessling und  Maxime Giguère-Viger

### Verfolgung 12,5 km
| Platz | Sportler           | Schieß- fehler | Zeit    |
| ----- | ------------------ | -------------- | ------- |
| 1     | Wynn Roberts       | 1-1-2-1        | 40:16   |
| 2     | David Grégoire     | 1-1-2-2        | 40:31   |
| 3     | Mark Johnson       | 1-1-2-0        | 40:37   |
| 4     | Vincent Blais      | 0-4-1-1        | 41:43   |
| 5     | Michael Gibson     | 1-4-0-0        | 42:31   |
| 6     | Robert Douglas     | 2-2-2-2        | 43:43   |
| 7     | Phillip Violett    | 2-3-1-3        | 46:59   |
| 8     | Elijah MacCulloch  | 4-1-1-1        | 48:38   |
| 9     | Jesse Downs        | 2-1-1-1        | 48:44   |
| 10    | Brian Letourneau   | 0-0-1-0        | 53:14   |
| 11    | Ernst Visscher     | 3-2-2-2        | 53:31   |
| 12    | Steven Carroll     | 3-1-3-0        | 55:54   |
| 13    | Patrik Viljanen    | 3-3-4-4        | 57:46   |
| 14    | Ryan Britch        | 3-3-4-3        | 1:04:15 |
| 15    | André Bolduc       | 3-3-1-3        | 1:05:48 |
| 16    | Jeffrey Luke       | 4-3-2-4        | 1:11:47 |
| 17    | Marc Winans        | 5-3-5-4        | 1:12:43 |
| 18    | Toby Angove        | 5-4-5-3        | 1:13:32 |
| 19    | Matthew Stern      | 4-3-4-5        | 1:13:37 |
| 20    | Matthew Emelett    | 5-3-4-2        | 1:14:27 |
| 21    | Robert Charbonnier | 3-0-3-3        | 1:16:23 |
| 22    | Kenneth Niles      | 5-5-5-5        | 1:34:04 |

Datum: Sonnabend, 14. Januar 2012, 10:30:30 Uhr

Am Start waren 22 der 23 gemeldeten Biathleten aus den USA und aus Kanada. Das Juniorenrennen gewann  Ethan Dreissigacker vor  Raileigh Goessling und  Casey Smith.

### Massenstart 15 km
| Platz | Sportler          | Schieß- fehler | Zeit      |
| ----- | ----------------- | -------------- | --------- |
| 1     | Mark Johnson      | 0-1-2-1        | 0:45:55.8 |
| 2     | David Grégoire    | 0-2-0-2        | 0:46:30.4 |
| 3     | Vincent Blais     | 1-0-1-2        | 0:46:53.2 |
| 4     | Wynn Roberts      | 3-2-0-3        | 0:47:15.1 |
| 5     | Michael Gibson    | 0-1-3-1        | 0:48:44.2 |
| 6     | Robert Douglas    | 2-1-3-4        | 0:51:27.2 |
| 7     | Elijah MacCulloch | 3-2-1-0        | 0:55:16.9 |
| 8     | Phillip Violett   | 3-5-2-4        | 0:57:01.3 |
| 9     | Ernst Visscher    | 0-2-4-3        | 1:03:30.5 |
| 10    | Steven Carroll    | 3-3-2-4        | 1:04:30.1 |
| 11    | André Bolduc      | 3-3-2-4        | 1:23:15.9 |

Datum: Sonntag, 15. Januar 2012, 10:05 Uhr

Am Start waren zehn der elf gemeldeten Biathleten aus den USA und aus Kanada. Das Juniorenrennen gewann  Ethan Dreissigacker vor  Casey Smith und  Raileigh Goessling.

## Frauen

### Sprint 7,5 km
| Platz | Sportler             | Schieß- fehler | Zeit    |
| ----- | -------------------- | -------------- | ------- |
| 1     | Hannah Dreissigacker | 3-3            | 0:26:00 |
| 2     | BethAnn Chamberlain  | 4-2            | 0:26:47 |
| 3     | Katrina Howe         | 3-4            | 0:27:15 |
| 4     | Corrine Malcolm      | 1-5            | 0:27:18 |
| 5     | Kathryn Stone        | 1-4            | 0:28:53 |
| 6     | Erin Graham          | 1-2            | 0:29:30 |
| 7     | Danielle Bean        | 3-5            | 0:38:12 |
| 8     | Samantha Lord        | 5-3            | 1:13:02 |

Datum: Freitag, 13. Januar 2012, 10:42:30 Uhr

Am Start waren alle acht gemeldeten Läuferinnen aus den USA und aus Kanada. Das Juniorinnenrennen gewann  Audrey Vaillancourt vor  Rose-Marie Côté und  Danika Frisbie.

### Verfolgung 10 km
| Platz | Sportler             | Schieß- fehler | Zeit    |
| ----- | -------------------- | -------------- | ------- |
| 1     | Corrine Malcolm      | 4-1-3-1        | 0:39:15 |
| 2     | Katrina Howe         | 2-1-3-4        | 0:40:47 |
| 3     | Hannah Dreissigacker | 3-3-0-3        | 0:40:47 |
| 4     | BethAnn Chamberlain  | 0-3-4-4        | 0:43:20 |
| 5     | Kathryn Stone        | 0-4-4-5        | 0:49:34 |
| 6     | Erin Graham          | 0-1-4-4        | 0:50:23 |
| 7     | Danielle Bean        | 1-2-5-4        | 1:01:19 |

Datum: Sonnabend, 14. Januar 2012, 10:01:30 Uhr

Am Start waren sieben der acht gemeldeten Biathletinnen aus den USA und aus Kanada. Das Juniorinnenrennen gewann  Audrey Vaillancourt vor  Danika Frisbie und  Andrea Mayo.

### Massenstart 12,5 km
| Platz | Sportler             | Schieß- fehler | Zeit      |
| ----- | -------------------- | -------------- | --------- |
| 1     | Hannah Dreissigacker | 4-2-3-2        | 0:46:20.6 |
| 2     | Katrina Howe         | 1-1-1-3        | 0:46:53.1 |
| 3     | Kathryn Stone        | 2-1-1-2        | 0:48:01.6 |
| 4     | BethAnn Chamberlain  | 5-5-4-1        | 0:51:06.0 |
| 5     | Erin Graham          | 1-1-3-3        | 0:55:14.0 |
| 6     | Danielle Bean        | 2-5-4-4        | 1:10:44.5 |

Datum: Sonntag, 15. Januar 2012, 10.32 Uhr

Am Start waren sechs der sieben gemeldeten Biathletinnen aus den USA und aus Kanada. Das Juniorinnenrennen gewann  Audrey Vaillancourt vor  Rose-Marie Côté und  Danika Frisbie.

## Belege
1. ↑  United States Biathlon Association & Biathlon Canada Present 2012 North American Biathlon Championship. (PDF) Ethan Allen Biathlon Club, abgerufen am 14. März 2015.
2. ↑  Max Cobb: Updated Information for North American Championships. United States Biathlon Association, 9. Januar 2012, abgerufen am 14. März 2015.
3. ↑  Sprintresultate (Memento des Originals vom 5. Mai 2014 im Internet Archive)  Info: Der Archivlink wurde automatisch eingesetzt und noch nicht geprüft. Bitte prüfe Original- und Archivlink gemäß Anleitung und entferne dann diesen Hinweis. (PDF; 66 kB)
4. ↑  Verfolgungsrennen (Memento des Originals vom 6. Mai 2014 im Internet Archive)  Info: Der Archivlink wurde automatisch eingesetzt und noch nicht geprüft. Bitte prüfe Original- und Archivlink gemäß Anleitung und entferne dann diesen Hinweis. (PDF; 72 kB)
5. ↑  Resultate Massenstart Männer (Memento des Originals vom 13. August 2014 im Internet Archive)  Info: Der Archivlink wurde automatisch eingesetzt und noch nicht geprüft. Bitte prüfe Original- und Archivlink gemäß Anleitung und entferne dann diesen Hinweis. (PDF; 282 kB)
6. ↑  Sprintresultate (Memento des Originals vom 5. Mai 2014 im Internet Archive)  Info: Der Archivlink wurde automatisch eingesetzt und noch nicht geprüft. Bitte prüfe Original- und Archivlink gemäß Anleitung und entferne dann diesen Hinweis. (PDF; 66 kB)
7. ↑  Verfolgungsrennen (Memento des Originals vom 6. Mai 2014 im Internet Archive)  Info: Der Archivlink wurde automatisch eingesetzt und noch nicht geprüft. Bitte prüfe Original- und Archivlink gemäß Anleitung und entferne dann diesen Hinweis. (PDF; 72 kB)
8. ↑  Resultate Massenstart Frauen (Memento des Originals vom 6. Mai 2014 im Internet Archive)  Info: Der Archivlink wurde automatisch eingesetzt und noch nicht geprüft. Bitte prüfe Original- und Archivlink gemäß Anleitung und entferne dann diesen Hinweis. (PDF; 280 kB)